# Versilia
La Versilia è una regione storico-geografica della Toscana nord-occidentale all'interno della provincia di Lucca comprendente i territori dei comuni di Pietrasanta, Forte dei Marmi, Seravezza e Stazzema.

## Il caso “Viareggio non è Versilia”
A partire dagli anni 2010 in tutta la zona della Versilia e di Viareggio comincia a diffondersi il meme “Viareggio non è Versilia”. La nascita di questa dicitura è causata dal passa-parola dei turisti che, venendo in vacanza a Viareggio o a Lido di Camaiore pensano di venire in vacanza in Versilia, creando quindi confusione sugli effettivi comuni facenti parte della Versilia.
Oggi giorno capita che nel linguaggio comune all'interno della Versilia vi si faccia comprendere anche i territori dei comuni di Viareggio, Camaiore e Massarosa quando questi in realtà non fanno parte della Versilia né De iure né De facto. Dal punto di vista "politico" infatti la Versilia si trova sotto la Diocesi di Pisa, mentre gli altri comuni sono sotto la Diocesi di Lucca, inoltre anche sulla segnaletica autostradale risultano differenti, infatti troviamo prima l'uscita Versilia e poi l'uscita Viareggio-Camaiore. Anche dal punto geografico la Versilia risulta essere composta da soli quattro comuni, poiché il Fiume Versilia, (nato dall'unione del Fiume Serra e del Fiume Vezza) che storicamente sanciva i confini versiliesi, è interamente in Versilia, eccezion fatta per la parte presente nel territorio di Cinquale, ove però il fiume fu fatto passare dopo una deviazione artificiale.
Anche dal punto di vista sociale la Versilia è composta da solo quattro comuni, infatti storicamente la maggior parte dei territori versiliesi erano di proprietà di Papa Leone X e della famiglia dei Medici, per questo motivo si possono trovare i loro stemmi su molti degli edifici storici versiliesi, mentre non se ne trova nessuno nei territori limitrofi. Altra distinzione sociale è la lingua: in Versilia si parla il versiliese mentre nelle zone circostanti il viareggino. Anche dal punto di vista culinario la Cucina versiliese e la Cucina viareggina hanno delle differenze. Dal punto di vista sociale quindi differiscono le tradizioni e le festività, è nota la differenza fra il Carnevale di Viareggio e il Carnevale Pietrasantino, come in Versilia c’è il Palio dei Micci mentre a Camaiore il Palio dei Rioni.
In conclusione: la Versilia è una zona composta dai quattro comuni di Pietrasanta, Forte dei Marmi, Seravezza e Stazzema.
La zona invece comprendente i territori di Pietrasanta, Forte dei Marmi, Seravezza, Stazzema, Viareggio, Massarosa e Camaiore a volte viene definita "Versilia turistica", mentre i quattro comuni versiliesi vengono denominati "Versilia storica", come se esistesse più di una Versilia, ma si tratta infatti di una denominazione errata.

## Geografia
La Versilia corrisponde alla regione geografica interessante la parte della provincia di Lucca compresa tra la catena montuosa delle Alpi Apuane, che si sviluppa parallelamente alla costa, e la riviera. Sulle Alpi Apuane versiliesi sono presenti cave di marmo. Da diversi anni, a causa dell'elevato impatto paesaggistico ed ambientale in un territorio ricco di biodiversità e geodiversità come quello delle Alpi Apuane, la filiera del marmo è oggetto di un'aspra battaglia ambientalista per la chiusura delle cave.
La Versilia è anche una rinomata zona di balneazione sul Mar Tosco (parte del Mar Ligure detta anche Alto Tirreno).
Si divide in Bassa Versilia e Alta Versilia. I comuni che compongono l'Alta Versilia sono Stazzema e Seravezza. I comuni della Bassa Versilia sono: Pietrasanta e Forte dei Marmi.
Nel 1700 circa, su ordine della famiglia nobile dei Medici, il percorso del fiume Versilia (prima della deviazione detto fiume Sala) è stato artificialmente deviato in località Pontaranci del comune di Pietrasanta facendolo sfociare al Cinquale nel Comune di Montignoso dando così vita alla zona turistico-balneare versiliese di Forte dei Marmi che prima era acquitrinosa e infestata dalla malaria perciò disabitata; una successiva bonifica fu fatta al tempo di Elisa Bonaparte Baciocchi, Principessa di Lucca e sorella dell'Imperatore Napoleone Bonaparte, con la costruzione delle "cateratte" al Cinquale. Queste costruzioni vennero eseguite dal 1808 al 1812. La penultima bonifica risale agli anni '20 durante il periodo fascista e l'ultima bonifica è avvenuta dopo la disastrosa alluvione del 1996 con il rinforzo delle cateratte cinqualine e di alcuni argini del fiume Versilia e dei suoi affluenti.

### Clima
Il clima della costa versiliese si presenta temperato caldo e vista la posizione a ridosso delle Alpi Apuane, viene influenzato notevolmente dalle correnti umide atlantiche che, impattando nella vicina catena montuosa, portano abbondanti precipitazioni, concentrate soprattutto in primavera ed autunno. Durante l’estate l'umidità è molto elevata, rendendo l’ambiente estremamente afoso, con valori tra i 60 e l’80%. Questo favorisce il proliferare di zanzare, contrastato dalla bonifica degli acquitrini che viene eseguita a inizio stagione.
In base alle medie climatiche la Versilia gode di un clima tipicamente mediterraneo (Csa). In bassa collina il clima è invece di transizione al mediterraneo (Cfsa), in alta collina submediterraneo ad estate tiepida, in bassa montagna oceanico Cfb, mentre in alta montagna oceanico-subpolare Cfc. In singole zone a quote elevate il clima lo si può definire invece temperato freddo d'altitudine: subartico con estate fresca DfH. La neve in inverno è un fenomeno raro tra i 200 e i 400 metri s.l.m. (inoltre quando avviene si tratta di accumuli scarsi o nulli), mentre al di sopra di tale quota è più frequente, in particolar modo oltre i 1300-1400 metri s.l.m. dove le nevicate sono piuttosto abbondanti e la copertura nevosa al suolo può durare per settimane. La media nivometrica varia tra 1 cm e valori >100 cm in base all'esposizione e all'altitudine.
Nella tabella sottostante sono riportati i valori medi che si registrano in Versilia.
| Mese                   | Gen | Feb | Mar | Apr | Mag | Giu | Lug | Ago | Set | Ott | Nov | Dic | Anno |
| ---------------------- | --- | --- | --- | --- | --- | --- | --- | --- | --- | --- | --- | --- | ---- |
| Temperatura media (°C) | 12  | 13  | 17  | 21  | 24  | 27  | 28  | 28  | 26  | 22  | 17  | 13  | 21   |
| Piogge (mm)            | 122 | 133 | 121 | 120 | 114 | 146 | 171 | 169 | 145 | 81  | 109 | 132 | 1564 |

I boschi, sia all'altitudine che all'esposizione, sono occupati da varietà di piante tipiche tra la sottozona media del Lauretum di secondo tipo e la sottozona calda del Picetum in corrispondenza dei rilievi più elevati. Il clima permette da sempre all'ulivo il suo ciclo di fruttificazione completa dal piano basale fino ad una quota media massima di circa 500 metri s.l.m.

## Storia

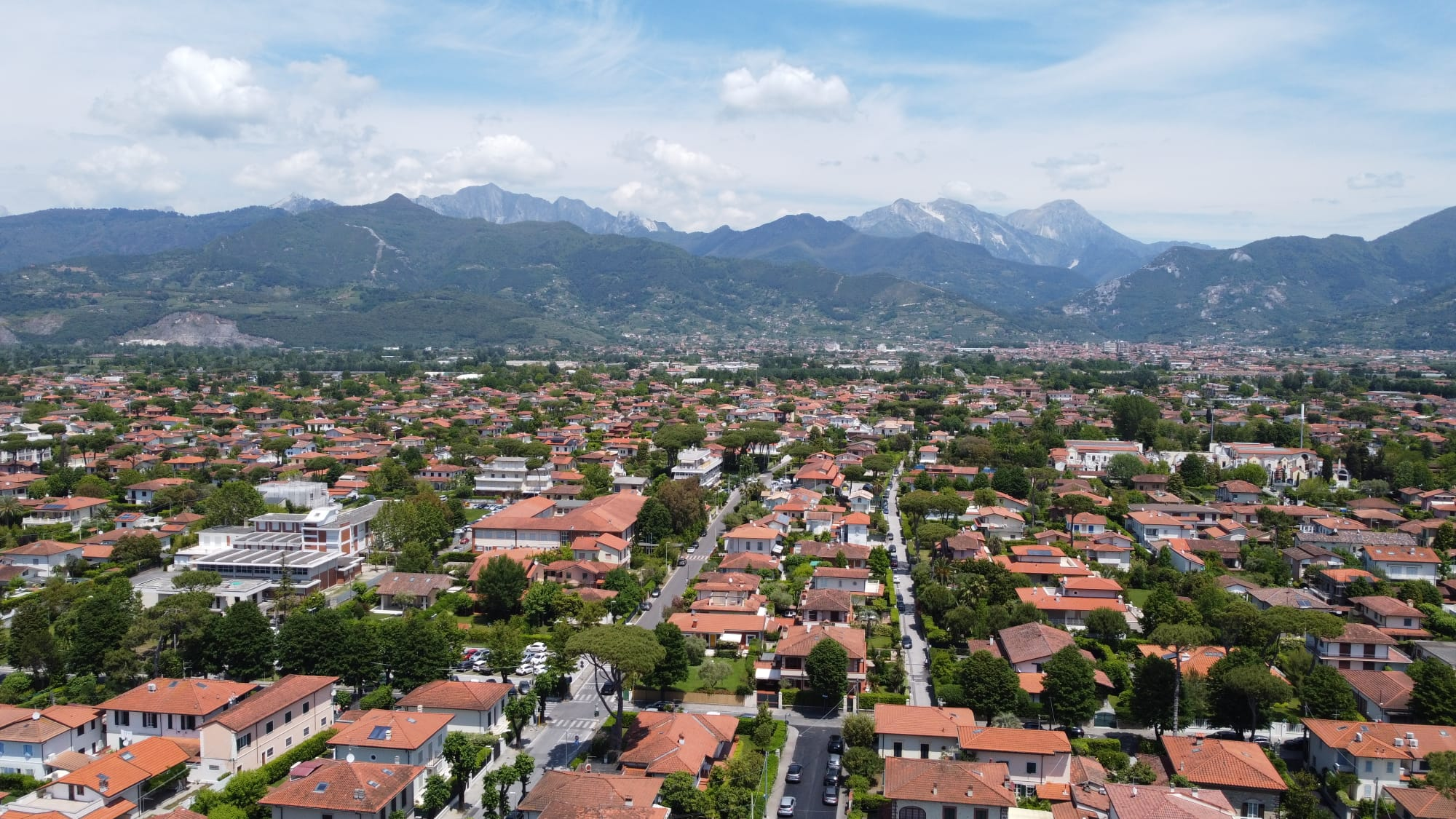
Veduta aerea di Forte dei Marmi, con le Alpi Apuane sullo sfondo (2021)

In epoca preromana il territorio era abitato dagli Apuani, che popolarono l'area anche dopo la conquista romana del territorio nel corso del III secolo a.C. Durante le guerre tra la Repubblica romana e il popolo dei Liguri, nel 180 a.C. la popolazione locale fu totalmente deportata nel Sannio o, in misura minore, rastrellata; il territorio fu così diviso tra le amministrazioni dei municipi di Lucca e Luna.
Nonostante le iniziali tensioni tra i romani e la popolazione locale, che non voleva lasciare le proprie terre ai coloni, a partire dalla fine del II secolo a.C. le contese furono sciolte dall'interesse comune per il nuovo mercato del marmo, ricavato dal territorio ed esportato in grandi quantità a Roma dove veniva usato per la costruzione e il decoro di ville e la produzione di statue da parte della crescente popolazione benestante; questa nuova attività portò un'ondata di benessere alla classe dirigente e anche alla popolazione del territorio.
In epoca romana la Versilia era conosciuta come parte delle Fosse Papiriane che costituiva una grande palude compresa tra Pisa e Massa e tra il mare e le Alpi Apuane. Era toccata dalla via Emilia Scauri e successivamente attraversata dalla via Aurelia, che fungeva da decumano massimo nella centuriazione della Versilia. Quest'ultima fu avviata dai triumviri Publio Elio Peto, Marco Emilio Lepido e Gneo Sicinio nel 177 a.C. e fu modificata già nove anni dopo su richiesta dei coloni legati alla neonata colonia di Luna, che assunse l'amministrazione totale dell'area. La lottizzazione del territorio fu ritoccata con le riforme agrarie di Ottaviano Augusto, che distribuì lotti di terreno ad alcune centinaia di veterani sul territorio versiliese.
Nel medioevo l'antica Versilia comprendeva le proprietà dei Nobili di Corvaia e Vallecchia cioè i territori degli attuali comuni di Seravezza, Stazzema, Pietrasanta, Forte dei Marmi, ma anche gran parte di quello di Camaiore, una parte di quello di Massarosa (zone a nord del valico di Montemagno e del promontorio di Montramito) e anche la Fortezza presso Montignoso (per via di un matrimonio con gli Aghinolfi) e altri territori di Viareggio e della attuale Garfagnana di loro proprietà.
In un documento dell'imperatore Federico III del 1316 si cita il Castello di Viareggio come facente parte della "provincia di Versilia".
La Versilia come la conosciamo oggi inizia a nascere nel 1513 d.C. per effetto del Lodo di Papa Leone X, che annetteva alle terre medicee, e quindi al Gran Ducato di Toscana, il capitanato di Pietrasanta e tutto il suo circondario (Forte dei Marmi - Serravezza - Stazzema).
Infatti la Versilia, anche dal punto di vista ecclesiastico, rappresentò sempre un'eccezione rispetto ai domini lucchesi, ricadendo prima in parte nella giurisdizione della Diocesi di Luni (Pieve di Santo Stefano di Vallecchia e sue parrocchie) e in parte in quella della Diocesi di Lucca (Pieve di Santa Felicita di Valdicastello e sue parrocchie), poi (dalla fine del Settecento ai giorni nostri) interamente in quella dell'Arcidiocesi di Pisa. Durante il medioevo era attraversata nel suo interno, lungo la direttrice Sud-Est Nord-Ovest, dalla Via Francigena. Il capitanato della Versilia granducale ebbe come capoluogo Pietrasanta ed il suo territorio si estendeva sulla costa paludosa che andava dalla foce del lago di Porta fino a sud di Motrone, alle Focette. Qui si estendeva nell'interno fino a Val di Castello, comprendendo il borghetto di Culla, i monti Gabberi, Matanna e Procinto per arrivare alle porte di Fornovalasco nella Garfagnana estense. La linea di confine risaliva fino alla Pania e discendendo il Teverone risaliva presso Isola Santa la Turrite Secca fino quasi ad Arni per ridiscendere verso la costa lungo il crinale del monte Altissimo fino al lago di Porta e la torre del Cinquale. Il territorio non era ricco solo delle sue famose cave di marmo, ma anche di miniere di piombo, argento, oro e rame presso la Turrite e Sant'Anna di Stazzema.
In tutto il territorio della Versilia si notano i segni storici di questa appartenenza ai domini fiorentini. Nel duomo di Pietrasanta, sulla facciata, è presente lo stemma di Papa Leone X e a Serravezza, nel Palazzo Mediceo, sono presenti le insegne dei Medici, insegne che non troviamo altrove nei comuni limitrofi non facenti parte della Versilia, questo a indicare sempre maggiormente la territorialità ristretta di questo territorio chiamato Versilia, che secoli di storia hanno consolidato.
La sua costa sabbiosa era caratterizzata dalla macchia mediterranea con una forte presenza di specchi d'acqua e acquitrini, analogamente alla Maremma. I Medici cominciarono a bonificarne il territorio dal XVII secolo con la rettifica del corso del fiume Versilia, che era soggetto a rovinose piene (1660). Altri interventi di colmata e prosciugamento furono fatti al lago di Porta, le lame di Pietrasanta (S. Elme, Saline, Barcaja, Bugneto, Seraglio, Stipeto, Arginello) il vasto padule della Tremaiola e quelli della Foce Morta a Motrone, della Focetta e della Focettaccia, del Nicchieto; i paduletti della Dogaja, di Capezzano, di Vecoli a Camaiore furono prosciugati a cura della Repubblica di Lucca. Le zone costiere e acquitrinose proseguivano fino alla foce del Serchio e oltre, congiungendosi alla Maremma Pisana. Negli anni '20 del XIX secolo il territorio era pressoché bonificato.
In Versilia, nel paese di Valdicastello a Pietrasanta, nacque anche il poeta Giosuè Carducci nel 1835, premio Nobel per la Letteratura nel 1906.
Ebbe anche i natali a Pietrasanta padre Eugenio Barsanti, inventore del motore a scoppio. Sempre a Pietrasanta ebbe i natali Cesare Galeotti, musicista e pianista italiano conosciuto soprattutto in Francia.
Un grande personaggio letterario che frequentò la Versilia agli inizi del '900 fu Gabriele D'Annunzio, che soggiornò nella Villa nella pineta nei pressi di Pietrasanta oggi "La Versiliana", la quale fu ispirazione di una delle sue celebri poesie, La pioggia nel pineto. Il poeta vi passò alcuni anni della propria vita; vi compose i versi più celebri dell'Alcyone e scrisse la Francesca da Rimini.
Nelle fasi finali della Seconda guerra mondiale, nel febbraio 1945 l'area, assieme alla Garfagnana, fu teatro di scontri tra la 92ª Divisione Buffalo dello United States Army e la 148ª Divisione Germanica affiancata dalla 1ª Divisione Bersaglieri "Italia", parti dell'Esercito Nazionale Repubblicano. Le forze alleate lanciarono l'Operazione Fourth Therm con l'obiettivo di conquistare Castelnuovo di Garfagnana, e quindi di avere la strada aperta per Massa, e la cattura della base navale di La Spezia. Tuttavia, l'offensiva fallì e le difese nazi-fasciste caddero con l'offensiva primaverile che portò allo sfondamento della Linea Gotica e alla resa di Caserta con la fine della Campagna d'Italia.

### Etimologia
Il nome Versilia è già attestato nel 769 d.C. e nell'804 d.C., anche nella forma Versiglia. L'ipotesi più antica era una derivazione da Versilius, ricondotto a Versinius. Più recentemente è stato collegato al Vesidia Fluv. che si trova nell'Itinerarium Antonini e nella Tabula Peutingeriana. La ricostruzione presuppone una forma Vessidia, con passaggio di ss a rs e sostituzione di -idia con -ilia oppure con sovrapposizione di versare.
Il fiume Versilia si può identificare col canale di Ruosina, il quale nei pressi di Seravezza si congiunge con il Riomagno, proveniente dal versante sud del Monte Altissimo, l'attuale fiume Versilia.
Il corso del fiume non era in antico quello che vediamo attualmente. Esso scendeva da Seravezza, si spingeva nella valle passando poco a sud-ovest del sito ove poi sorse la città di Pietrasanta, prendendo in quel tratto il nome di "Sala", dall'omonimo colle sovrastante; e continuava per la pianura fino a sboccare nella foce di Motrone. Si può quindi dire che il suo corso sottolineasse in modo perfetto il cuore della Versilia.

## Società

### Dialetto
Il versiliese è un dialetto che, nonostante le peculiarità morfologiche e fonetiche spesso di tipo «apuano» e a volte simili alla lingua còrsa, viene considerato parte dei dialetti toscani, in particolare nel gruppo bassogarfagnino-versiliese, a differenza dei dialetti parlati nella vicina area di Massa e Carrara, che sono classificati nel gruppo linguistico gallo-italico, in particolare in quello emiliano.
Nonostante la Versilia sia stata per più di tre secoli parte del Granducato di Toscana, a differenza dei territori limitrofi che appartenevano invece al Ducato di Lucca, il dialetto non ha niente in comune col fiorentino: si tratta di un dialetto a base «apuana», la stessa del garfagnino, del massese e del lunigianese, in parte toscanizzato (soprattutto per l'influsso della vicina area lucchese).
I vernacoli parlati nella valle di Camaiore, nella zona di Mommio, Corsanico-Bargecchia e Stiava (Massarosa) presentano vocalismo versiliese (es. dittongo ie chiuso, come in iéri e dittongo uo che si trasforma in ó chiusa, eccetto òmo, còre, nòra) e consonantismo a tratti lucchese (elisione di c intervocalico, pronuncia di c e g alla toscana, es. la mi 'asa per «la mia casa» o la pèora per «la pecora», caratteristica che era molto rara nel camaiorese dei primi del Novecento, così come la gorgia in p e t, che studiosi come Silvio Pieri e Clemente Merlo ritenevano «importata» in quanto non tradizionale, per p e t, nemmeno a Lucca, a Pisa o a Viareggio) ed a tratti, specialmente negli anziani, versiliese (prado per «prato», amigo per «amico» ecc.).
Il dialetto versiliese contiene delle lievi ma significanti differenze dal Dialetto Viareggino

## Infrastrutture e trasporti

### Ferrovie
Il territorio della Versilia è attraversato trasversalmente dalla Tirrenica, sulla quale sono presenti le fermate di stazione di Forte dei Marmi-Seravezza-Querceta (che sorge nel centro di Querceta) e di Pietrasanta.
Tali impianti sono serviti dalle relazioni regionali Trenitalia svolte nell'ambito dei contratti di servizio stipulati con la Regione Toscana denominate anche "Memorario".

### Mobilità urbana
Il trasporto pubblico locale è garantito dalle autocorse gestite dalla società Autolinee Toscane.
Fra il 1916 e il 1951 nella Versilia era presente una rete di tranvie a vapore a scartamento ridotto, le tranvie della Versilia, che collegavano Forte dei Marmi con Querceta, Seravezza, Pietrasanta, Pontestazzemese e Arni (località Culaccio) le quali seguivano il percorso dell'attuale strada provinciale 9.
Dal 1914, inoltre, Forte dei Marmi fu collegata direttamente con Pietrasanta tramite la tranvia litoranea, un'allora moderna infrastruttura, elettrificata a 600 V, che contribuì in maniera significativa allo sviluppo economico e turistico della fascia costiera. Causa gravi danneggiamenti subiti 1944, durante la seconda guerra mondiale, l'impianto non fu più ripristinato.

## Turismo

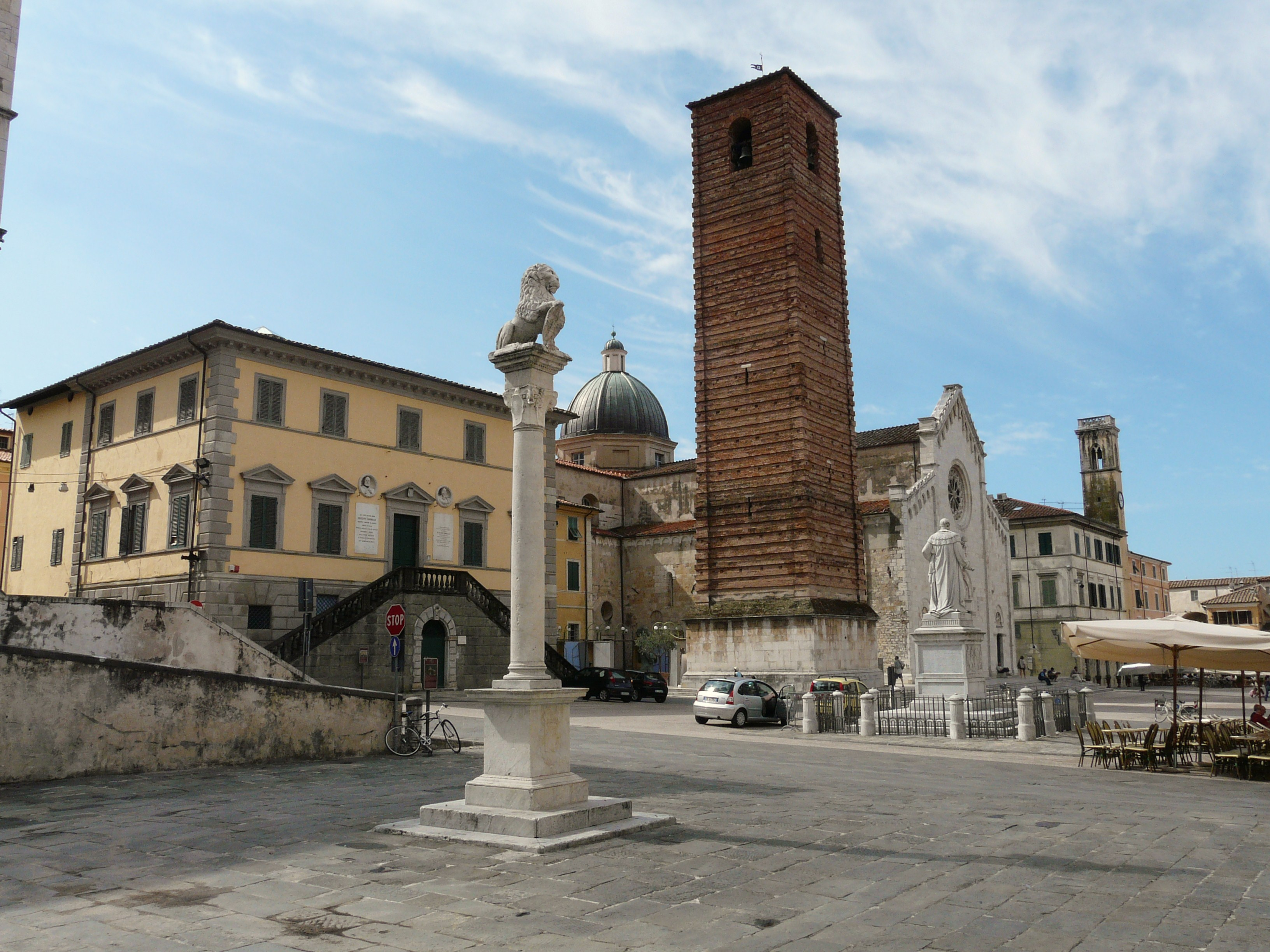
Pietrasanta, storico capoluogo

La Versilia corrisponde al bacino idrografico dell'omonimo fiume e comprende perciò i soli quattro comuni attraversati dal fiume Versilia e dai suoi affluenti:
- Pietrasanta, che ne è l'antico capoluogo e capitanato,
- Forte dei Marmi,
- Seravezza,
- Stazzema

Dal punto di vista geografico la Versilia si estende a nord fino alla cittadina di Forte dei Marmi alla fine di Marina di Pietrasanta e coincide con quello che fu il Capitanato di Pietrasanta, che con il Lodo di Papa Leone X nel 1513, fu separato dai domini lucchesi e annesso alla Repubblica di Firenze. Da allora e fino al 1859, con il nome di Capitanato (poi Vicariato) di Pietrasanta, la Versilia "Medicea" rappresentò una specifica unità territoriale ed amministrativa nell'ambito della Repubblica di Firenze, del Ducato e infine del Granducato di Toscana.
Infatti fino alla fine degli anni 20 la Versilia era intesa solo la parte dell'enclave ecclesiastica della arcidiocesi di Pisa come attualmente appartengono i comuni di Pietrasanta, Seravezza, Stazzema e Forte dei Marmi; quest'ultimo facente parte del comune di Pietrasanta fino al 1914. Poi con la creazione delle Aziende Turistiche, istituendo quella di Viareggio e della Versilia, si cominciò a far figurare come Versilia erroneamente anche i comuni di Viareggio, Camaiore e Massarosa.

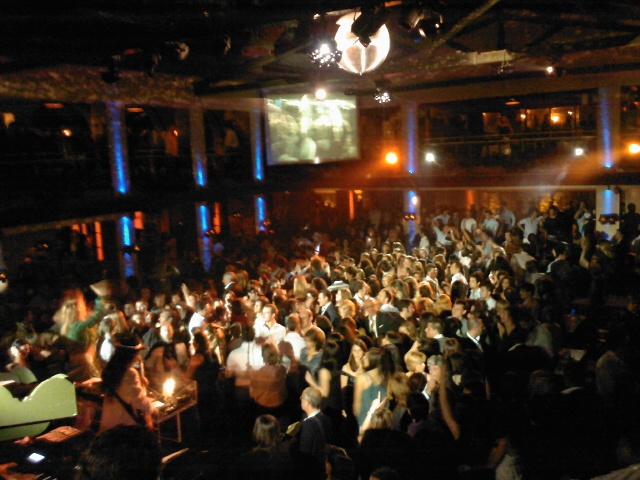
Capannina di Franceschi

### Spiagge
La spiaggia della Riviera della Versilia è rinomata da sempre in tutta Europa, per gli ampi spazi che offre con sabbia fine dorata, e lunghe aree per rilassanti passeggiate sulla costa. Per le attrezzature, gli ampi spazi, il clima gradevole e gli accessoriati stabilimenti balneari dotati dei massimi comfort, questo litorale è considerato uno dei migliori d'Italia. Vi è anche un'elevata diffusione dell'uso di biciclette, con apposite piste ciclabili.

### Locali ed attrazioni
A partire dagli anni sessanta, con l'avvento del boom economico, la Versilia diventa meta di vacanza. Vi sono molti locali storici coma la Capannina di Franceschi, alcuni sono stati anche set di film cult. A Pietrasanta è possibile osservare per le strade grandi statue di famosi artisti, tra cui: Fernando Botero (che ivi ha uno studio), Igor Mitoraj, Jean-Michel Folon e Yasuda Kan. Andando a Forte dei Marmi si può passeggiare tra diverse vetrine di famosi negozi.
In alta Versilia a Levigliani, nel comune di Stazzema è possibile visitare l'Antro del Corchia. Il sistema carsico dell'Antro del Corchia è un complesso di gallerie, pozzi e saloni scavato dall'acqua nel corso di milioni di anni, nel cuore di marmo del Monte Corchia, complessivamente ha più di 70 km di grotte e ben 20 accessi diversi, da ogni lato della montagna.

## Celebrità nate in Versilia

### Forte dei Marmi
- Goffredo Andreini
- Angelo Ardinghi
- Alberto Bacci
- Emilio Barberi
- Lirio Barberi
- Vittore Baroni
- Alessandro Barsi
- Paolo Bertolucci
- Elio Bramanti
- Carlo Bresciani
- Umberto Buratti
- Roberto Crudeli
- Riccardo Fontana
- Frediano Frediani
- Fabio Genovesi
- Giorgio Giannelli
- Giovanni Battista Giorgini
- Vito Pandolfi
- Paola Ruffo di Calabria
- Federico Stagi
- Mattia Taiti
- Sauro Taiti
- Stefano Ticci

### Pietrasanta
- Dimitri Agostini
- Maria Teresa Baldini
- Franco Barberi
- Eugenio Barsanti
- Romano Battaglia
- Mauro Battaglini
- Luciano Benassi
- Benedetto Benedetti
- Roberto Bernabò
- Genny Bibolotti Marsili
- Gaetano Bichi
- Giulia Bresciani
- Nicola Bresciani
- Romano Cagnoni
- Domenico Cardini
- Giulio Cardini
- Giosuè Carducci
- Carlo Carli
- Diletta Carli
- Pietro Castellacci
- Luca Cei
- Romeo D'Anna
- Christian Dalle Mura
- Mario Dazzini
- Angelo Del Chiaro
- Franco Denoth
- Corinna Dentoni
- Jacopo da Pietrasanta
- Alberto Di Pisa
- Pietro Umberto Dini
- Giulio Donati
- Francesco Evotti
- Federico Favali
- Irene Fornaciari
- Cesare Galeotti
- Sergio Galeotti
- Tommaso Galeotti
- Silvia Gemignani
- Gianmarco Genovali
- Lorenzo Giovannetti
- Ugo Guidi
- Paolo Lazzotti
- Aleandro Lotti
- Massimo Mallegni
- Gian Giuseppe Mancini
- Micaela Mariani
- Paolo Mariani
- Giovanni Mariotti
- Quirino Nofri
- Fidia Palla
- Antonio Pardini
- Bonuccio Pardini
- Odoacre Pardini
- David Philippaerts
- Fabio Ponsi
- Alex Raffaelli
- Riccardo Ricciardi
- Carlo Ripa di Meana
- Giacomo Sanguinetti
- Vincenzo Santini
- Giovanni Santucci
- Elisabet Spina
- Santino Spinelli
- Stagio Stagi
- Luca Tesconi
- Marcello Tommasi
- Riccardo Tommasi Ferroni
- Paolo Torre
- Federico Tosi
- Alessandro Verona
- Mattia Verona
- Nicola Vizzoni

### Seravezza
- Leonetto Amadei
- Armando Angelini
- Luigi Angiolini
- Ulisse Carlo Bascherini
- Giovanni Lorenzo Berti
- Pierluigi Bresciani
- Giancarlo Cardini
- Enzo Ceragioli
- Francesco Consigli
- Paolo D'Iorio
- Francesco Donati
- Fortunato Federigi
- Giacomo Fini
- Giovanni Fiorentini
- Vincenzo Fusco
- Alessandro Giannelli
- Sirio Giannini
- Luciano Mencaraglia
- Enrico Pea
- Lido Poli
- Marco Rossi
- Luigi Salvatori
- Renato Salvatori
- Valentina Sassi
- Viliano Tarabella
- Gregorio Tedeschi
- Vincenzo Tedeschi
- Marcello Venturi
- Giuseppe Viner
- Sergio Angelini
- Milvio Capovani

### Stazzema
- Tommaso Maria Martinelli
- Geremia Barsottini
- Filadelfo Simi